# Рогожкино
Рогожкино — хутор в Азовском районе Ростовской области России. Административный центр Рогожкинского сельского поселения.
Хутор основан в 1838 году.

## География
Посёлок находится на правом берегу гирла Большая Кутерьма, рукав реки Дон.

### Расстояния до ближайших городов
|   | Населённый пункт     | Расстояние |
| - | -------------------- | ---------- |
| 1 | город Азов           | 14,2 км    |
| 2 | город Ростов-на-Дону | 21,2 км    |
| 3 | город Батайск        | 46,0 км    |
| 4 | город Таганрог       | 50,3 км    |
| 5 | город Аксай          | 58,5 км    |

## Население
| 1989 | 2002 | 2010 |
| ---- | ---- | ---- |
| 914  | ↘893 | ↘859 |

## Инфраструктура
В Рогожкино имеются школа, библиотека, дом культуры, 3 магазина, ресторан, рыбартель со своим профсоюзом, лодочная станция, почта, понтон для купания, гостиница «Рогожкино».
Село газифицировано, электрифицировано, имеет водопровод и телефон. С 2004 года одна из улиц хутора заасфальтирована.

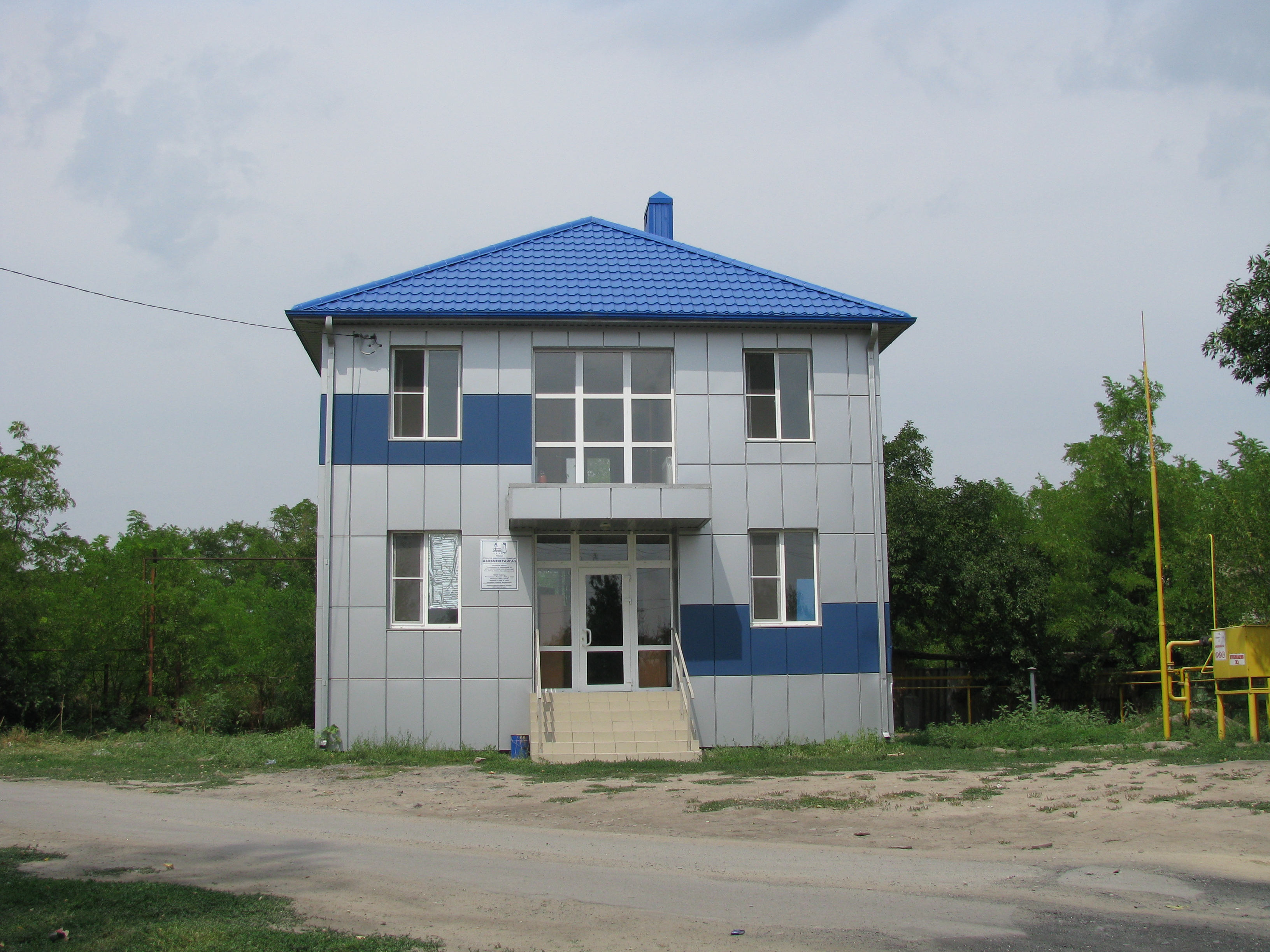
Азовмежрайгаз
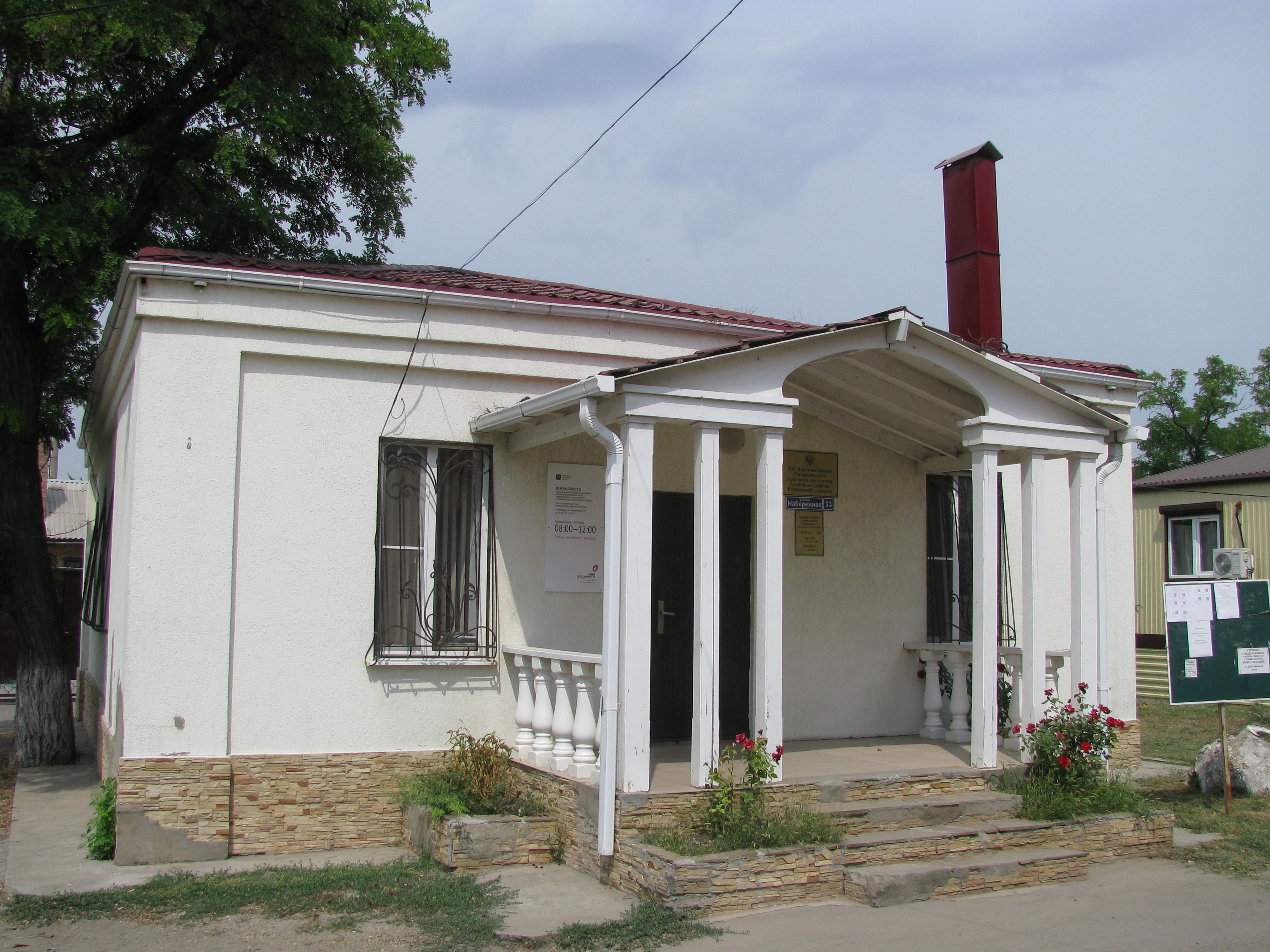
Администрация
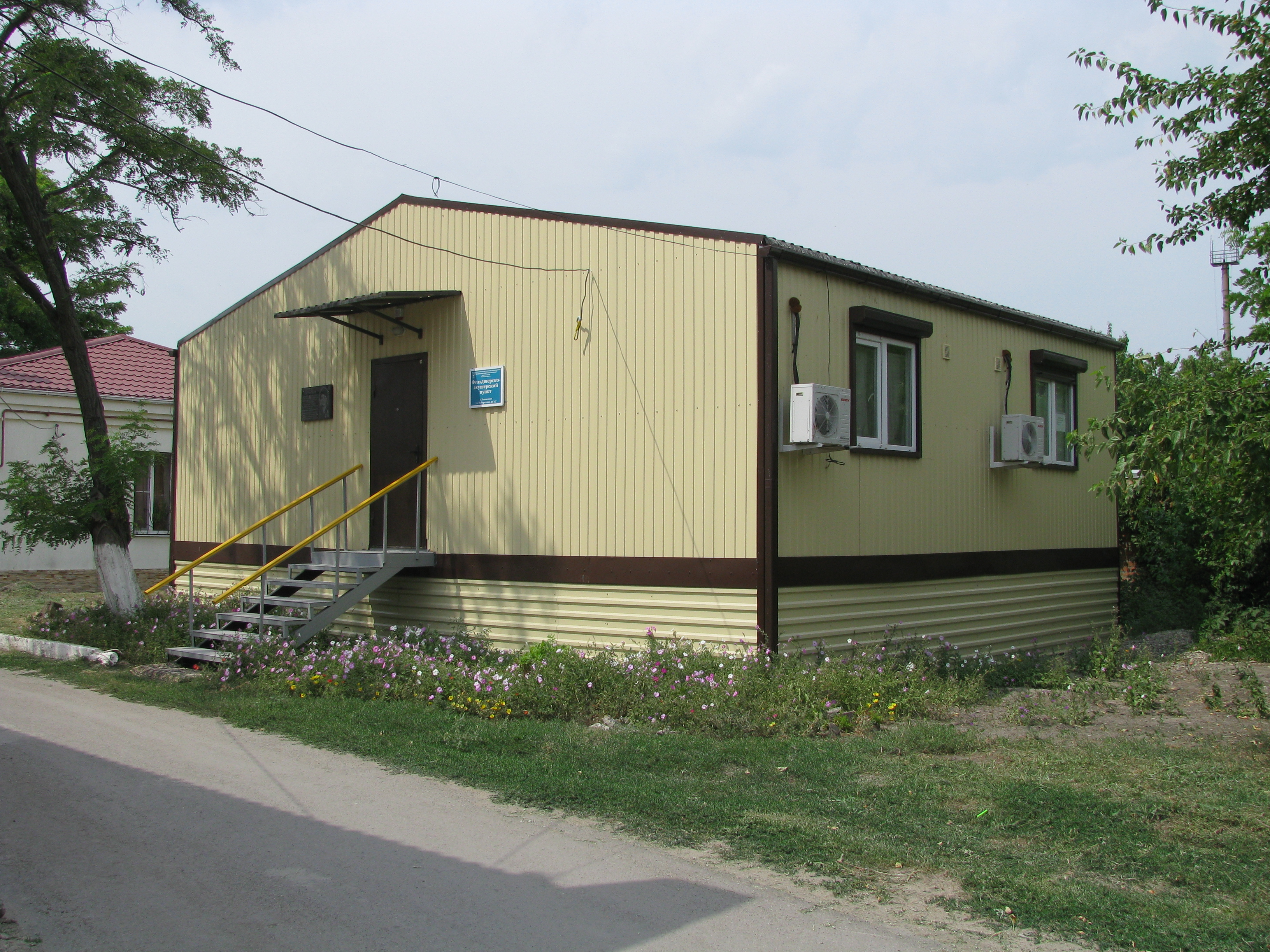
Фельдшерско-акушерский пункт
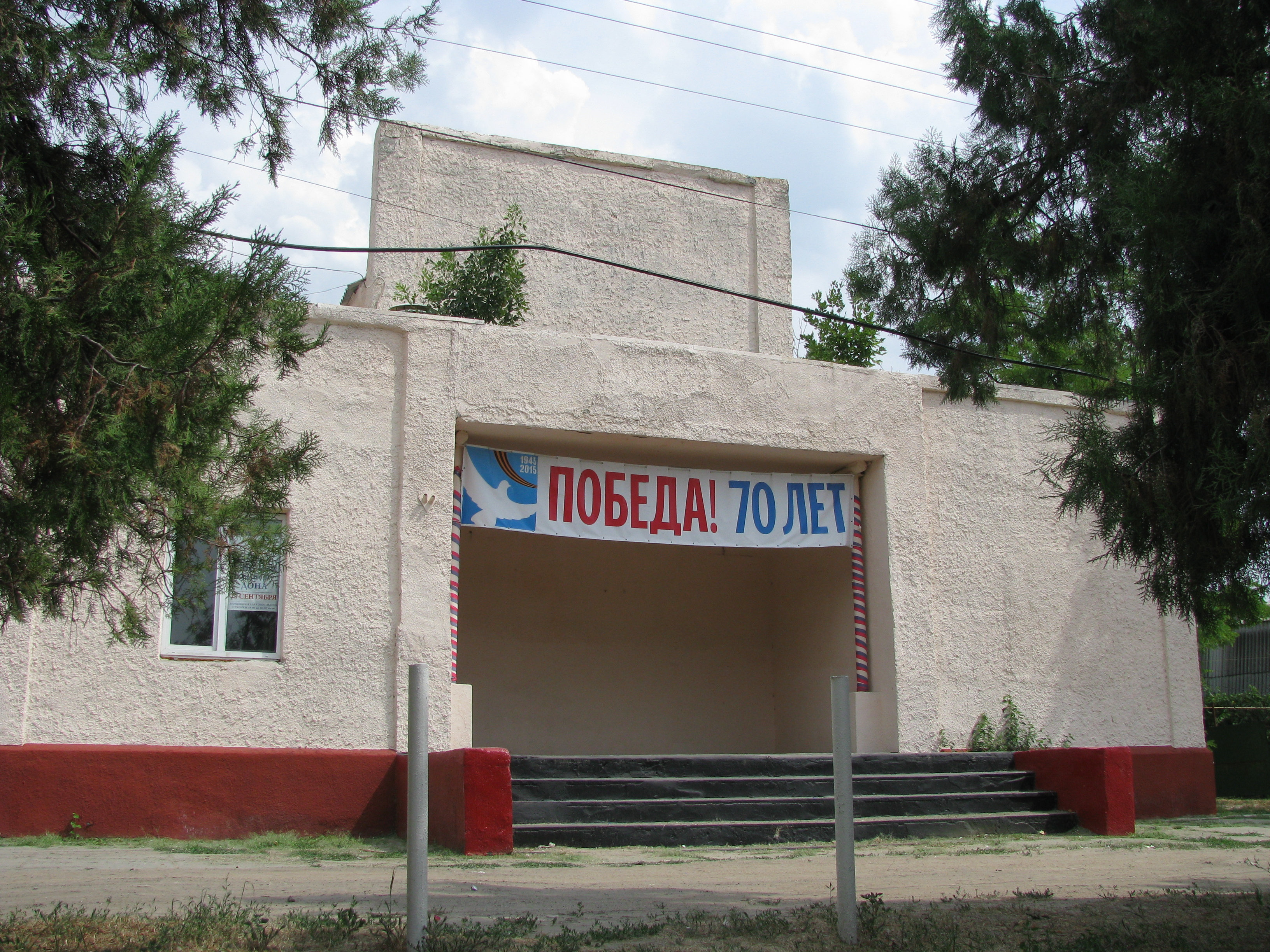
Дом культуры
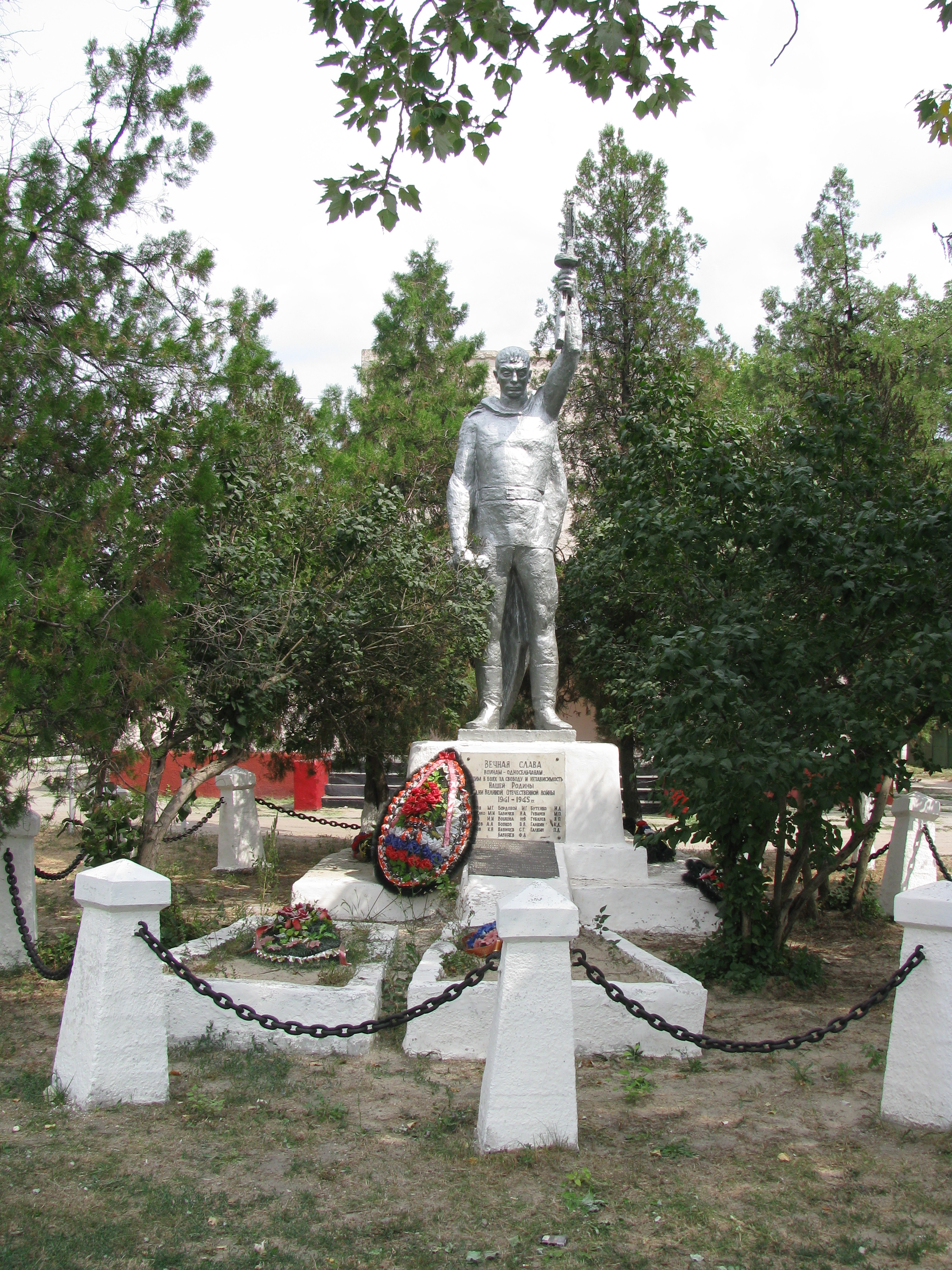
Мемориал ВОВ
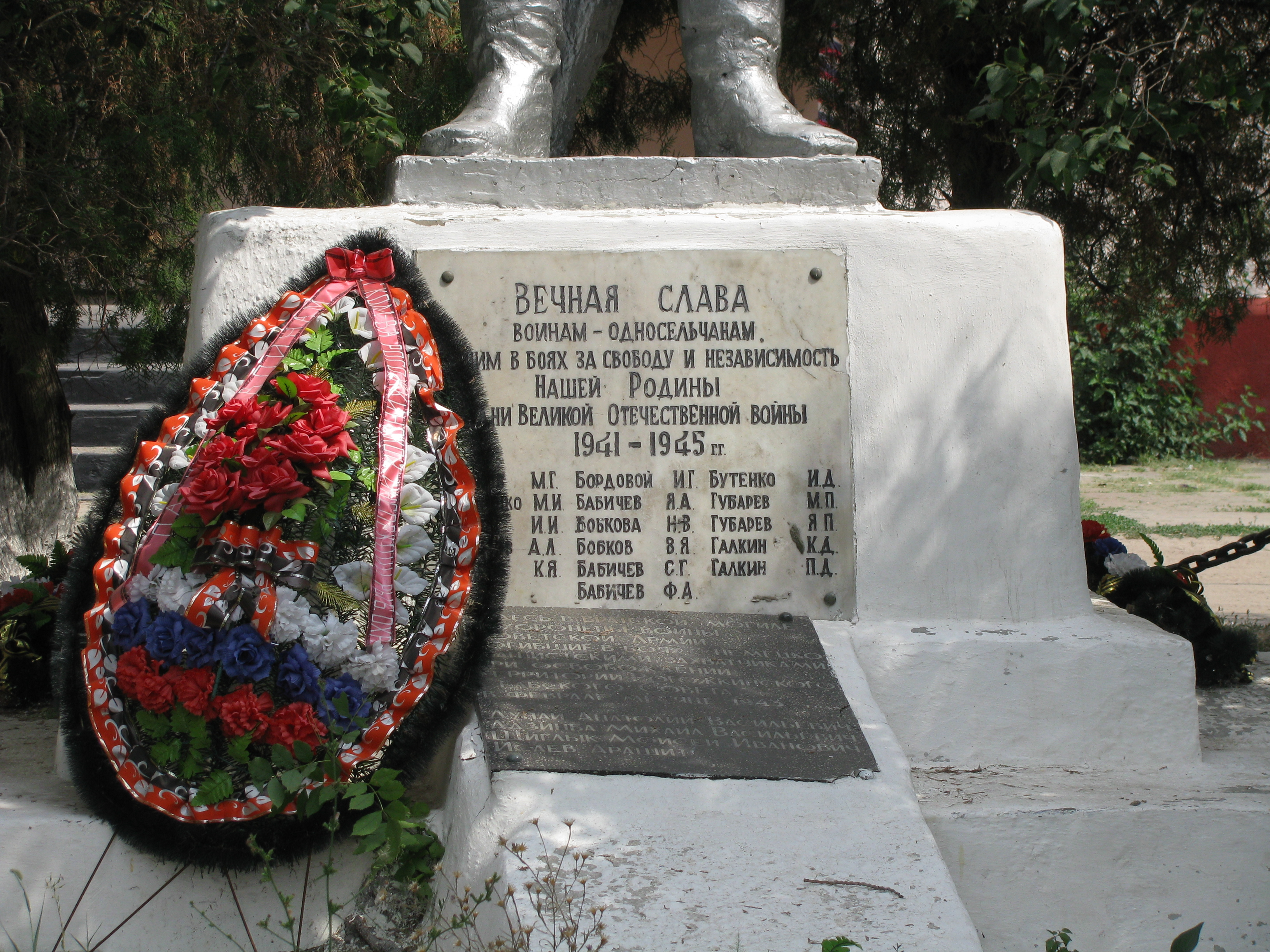
Мемориал ВОВ (табличка)
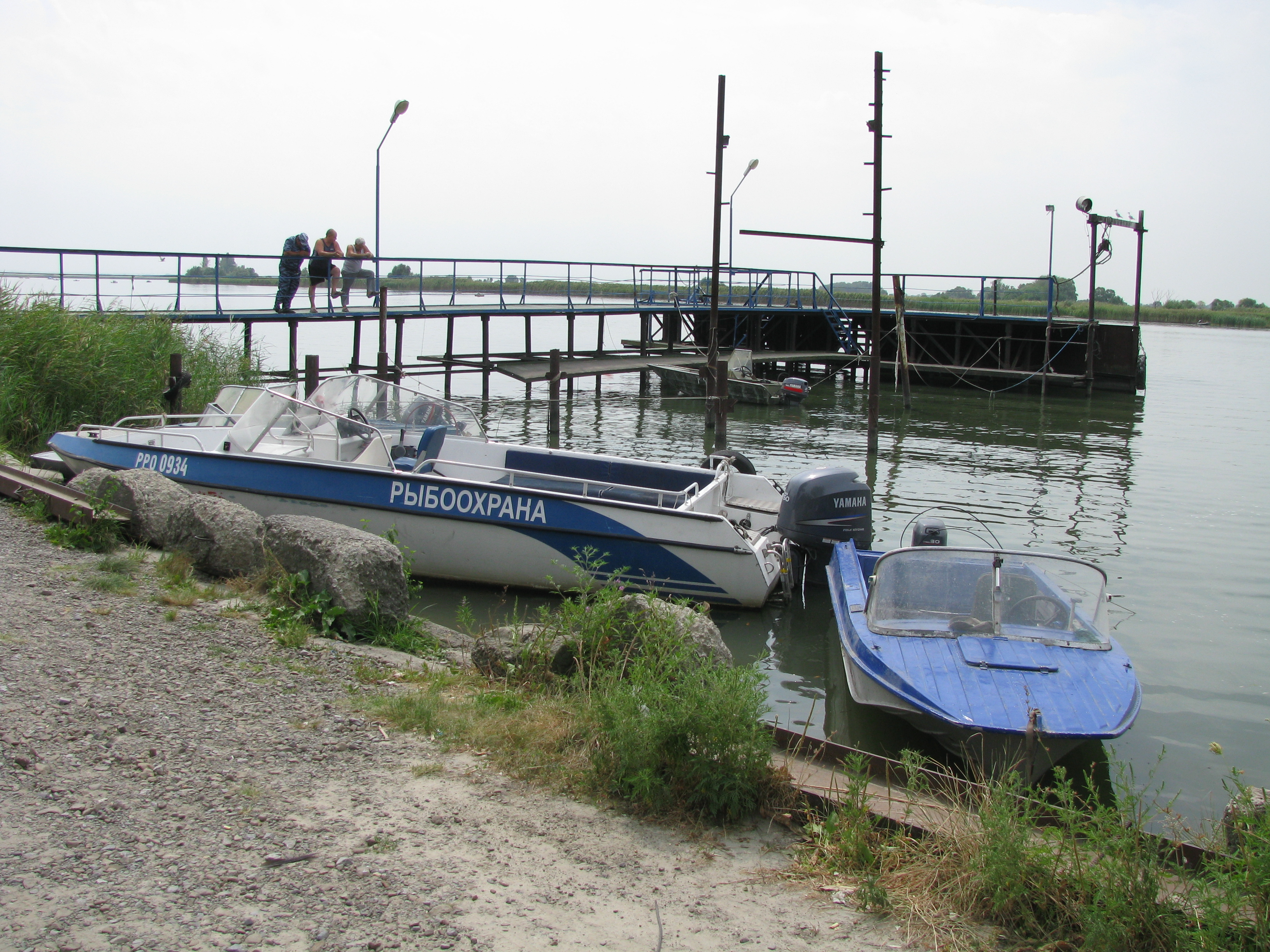
Рыбинспекция

## Достопримечательности
В 2,2 км к востоку от хутора в период поздней бронзы находилось три поселения, входящих в археологический комплекс «Бубнов Ерик». В этих поселениях проживали различные древние кочевые культуры, не исключено также пребывание культуры валиковой керамики, присутствие которой было достоверно зафиксировано в 2 км отсюда — близ хутора Дугино. Историки датируют поселение протяжённым периодом от IV тысячелетия до X века до н. э.. В средневековье тут осели огузские племена, в состав которых входили группы, ведущие комплексное хозяйство и сочетающие рыболовство, скотоводство и земледелие. Вероятно, именно присутствие огузов облегчило новое появление оседлых поселений в XII веке. Поселение является частью природного и историко-археологического комплекса «Дельта Дона», оно признано объектом культурного наследия Российской Федерации местного значения.
В центре хутора, у фельдшерско-окушерского пункта и у школьного сада в разных культурных слоях археологами найдены группы поселений, датируемые первым тысячелетием нашей эры. Здесь был исследован по своему уникальный культовый комплекс и юртообразное жилище. На востоке хутора между ериком Кабачный и прудами Рогожкинского рыбхоза были обнаружен грунтовый могильник. Известно несколько одиночных грунтовых и подкурганных погребений. Одно из них, погребение всадника.